# Саксонберг (Пенсилванија)
Саксонберг (енгл. Saxonburg) град је у америчкој савезној држави Пенсилванија.

## Демографија
По попису из 2010. године број становника је 1.525, што је 104 (-6,4%) становника мање него 2000. године.
| Група             | 2000.         | 2010.         |
| Белци             | 1.598 (98,1%) | 1.504 (98,6%) |
| Афроамериканци    | 4 (0,2%)      | 0 (0,0%)      |
| Азијати           | 0 (0,0%)      | 3 (0,2%)      |
| Хиспаноамериканци | 25 (1,5%)     | 10 (0,7%)     |
| Укупно            | 1.629         | 1.525         |